# Петропавловське (Катайський район)
Петропа́вловське (рос. Петропавловское) — село у складі Катайського району Курганської області, Росія. Адміністративний центр та єдиний населений пункт Петропавловської сільської ради.
Населення — 482 особи (2017, 554 у 2010, 751 у 2002).
Національний склад станом на 2002 рік: росіяни — 94 %.